# 마리트 말름 프라피오르
마리트 말름 프라피오르(노르웨이어: Marit Malm Frafjord, 1985년 11월 25일~)는 노르웨이의 은퇴한 핸드볼 선수로 포지션은 피벗이다. 노르웨이 4부 리그의 SK 라프에서 선수 생활을 시작하여 2002년에 여자 1부 리그의 뷔오센 HE으로 이적하였다. 이후 2010년에 덴마크 여자 리그의 비보르 HK로 이적하여 활약했고, 2014년 여자 EHF 컵위너스컵과 2014년 덴마크컵 우승을 달성했다. 시즌 후 다시 노르웨이로 돌아와 라르비크 HK 소속이 되어 노르웨이 리그 3회 우승을 달성하며 활약했다. 이후 루마니아 리그의 CSM 부쿠레슈티와 덴마크 리그의  팀 에스비에르 소속으로 뛰었다.
노르웨이 여자 국가대표팀의 일원으로 활약하여 올림픽에서 금메달 2개, 동메달 2개를 획득하며 카트리네 룬데와 함께 올림픽 핸드볼에서 가장 많은 메달을 획득한 여자 선수가 되었다. 또한 세계 선수권 대회에서 우승 1회, 준우승 1회에 올랐고, 유럽 선수권 대회에서 5회 우승을 달성했다.